# Las Frieiras

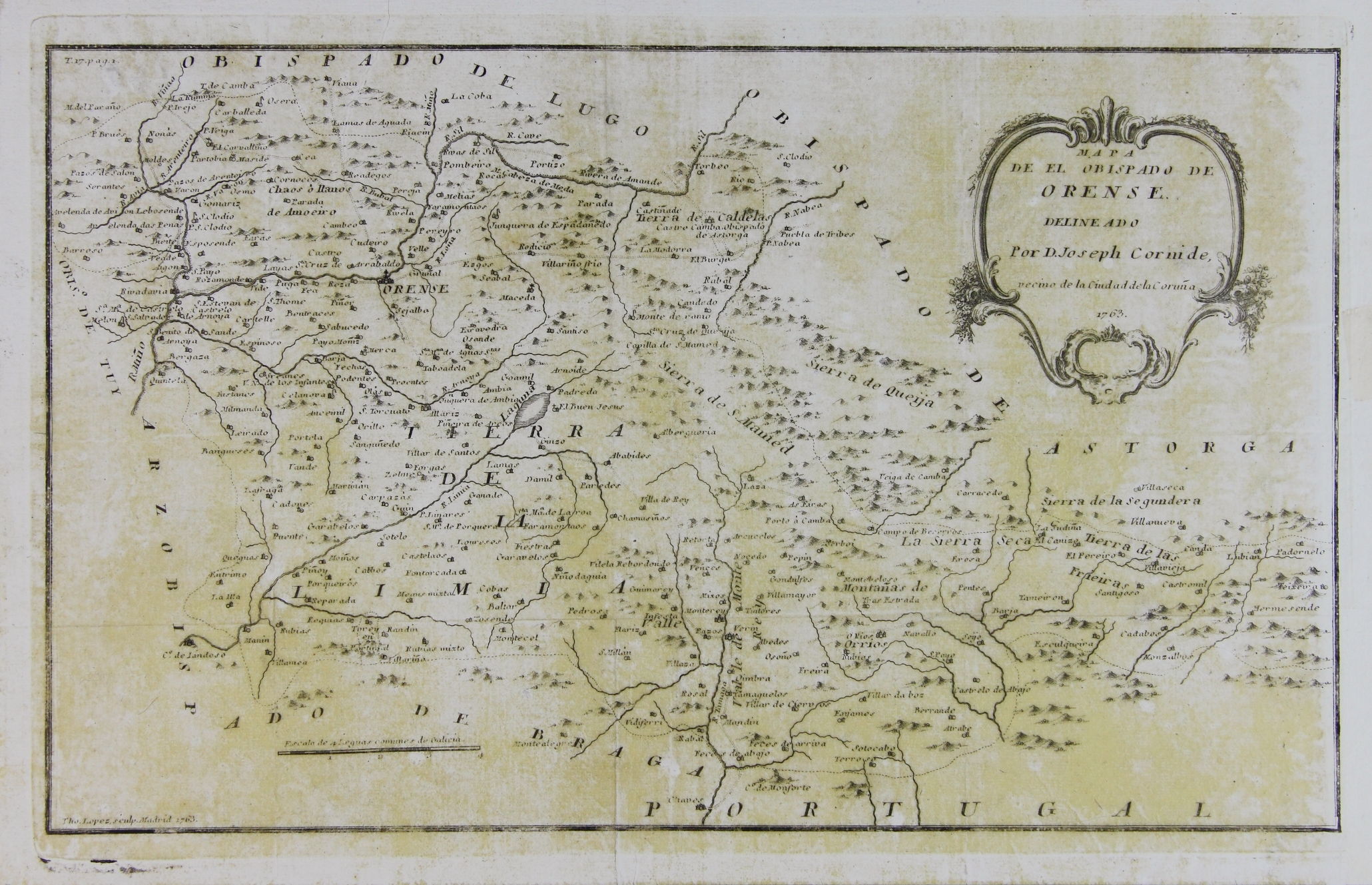
Mapa de la diócesis de Orense de 1763, en el que se indica la comarca de Las Frieiras.

Las Frieiras es una comarca natural gallega situada en el sureste de la provincia de Orense . Su superficie coincide ampliamente con el territorio de los municipios de  La Mezquita, La Gudiña y Riós, por lo que suma 390 km² y 3.793 habitantes en 2019.

## Descripción
La bisbarra, que en la actualidad carece de entidad administrativa, se formó cuando los lugares de Hermisende, A Teixeira, Padornelo y Lubián integraron una unidad organizativa en la jurisdicción de Baronceli o Varoncelle, que existió hasta 1851. Esta relación histórica es reflejo de la continuidad orográfica de Las Frieiras en la parte sur de la comarca de Las Portelas, con la que forma una especie de anfiteatro abierto al sur que constituye la cabecera del sistema fluvial del río Tua, afluente del Duero. Los manantiales de la zona gallega desembocan en los ríos Mente y Rabazal y los leoneses en el río Tuela.

## Etimología
Hay varias teorías sobre el origen del nombre de esta tierra. El menos fundamentado lo explica como un adjetivo derivado de freire, por lo que 'terras frieiras' serían las propiedades que los monjes tenían en la zona. Otra posibilidad es que el nombre haga referencia al clima. aunque los inviernos son ciertamente fríos, no destacan por su dureza en comparación con los de otras regiones aledañas. Una tercera hipótesis relaciona el topónimo con el término latino frivolum, en sentido laxo con el significado de efímero o fugaz, que haría referencia a mallas precarias y temporales o, aplicado a la tierra, a pastores estacionales